# Foley (Missouri)
Foley és una població dels Estats Units a l'estat de Missouri. Segons el cens del 2000 tenia 178 habitants.

## Demografia
Segons el cens del 2000, Foley tenia 178 habitants, 65 habitatges, i 44 famílies. La densitat de població era de 458,2 habitants per km².
Dels 65 habitatges en un 43,1% hi vivien nens de menys de 18 anys, en un 40% hi vivien parelles casades, en un 16,9% dones solteres, i en un 32,3% no eren unitats familiars. En el 24,6% dels habitatges hi vivien persones soles el 9,2% de les quals corresponia a persones de 65 anys o més que vivien soles. El nombre mitjà de persones vivint en cada habitatge era de 2,74 i el nombre mitjà de persones que vivien en cada família era de 3,27.
Per edats la població es repartia de la següent manera: un 33,7% tenia menys de 18 anys, un 5,1% entre 18 i 24, un 35,4% entre 25 i 44, un 15,2% de 45 a 60 i un 10,7% 65 anys o més.
L'edat mediana era de 31 anys. Per cada 100 dones de 18 o més anys hi havia 107 homes.
La renda mediana per habitatge era de 29.000 $ i la renda mediana per família de 37.750 $. Els homes tenien una renda mediana de 24.250 $ mentre que les dones 20.000 $. La renda per capita de la població era de 9.902 $. Entorn del 13,3% de les famílies i el 16,9% de la població estaven per davall del llindar de pobresa.

## Poblacions més properes
El següent diagrama mostra les poblacions més properes.